# Dave Thomas (imprenditore)
Dave Thomas (Atlantic City, 2 luglio 1932 – Fort Lauderdale, 8 gennaio 2002) è stato un imprenditore statunitense, noto per essere stato il fondatore e CEO di Wendy's, la celebre catena di fast food specializzata in hamburger.
In questo ruolo, Thomas apparve in più di 800 pubblicità commerciali per la catena dal 1989 al 2002,  più di qualsiasi altro fondatore di società nella storia della televisione.

## Biografia
Rex David Thomas nacque il 2 luglio 1932 ad Atlantic City, nel New Jersey, da madre single mai conosciuta, Molly, mentre il padre naturale si chiamava Sam. Successivamente Thomas fu adottato da Rex e Auleva Thomas, e da adulto divenne un noto sostenitore dell'adozione, fondando la Dave Thomas Foundation for Adoption. Passò la sua infanzia nel Tennessee: perse la madre adottiva quando aveva 5 anni; il padre cambiava spesso città per lavoro risposandosi tre volte, lui trascorse parte della sua infanzia vicino a  con la nonna, Minnie Sinclair. Dopo la morte della madre adottiva, avvenuta all'età di cinque anni, suo padre si trasferì in tutto il paese in cerca di lavoro. Thomas trascorse parte della sua prima infanzia vicino a Kalamazoo, nel Michigan, con sua nonna, Minnie Sinclair, a cui attribuiva il merito di avergli insegnato l'importanza del servizio e di trattare gli altri con rispetto, lezioni che lo aiutarono nella sua futura vita lavorativa. 
All'età di 12 anni, Thomas ebbe il suo primo lavoro al Regas Restaurant, un raffinato ristorante nel centro di Knoxville, nel Tennessee ma fu licenziato dopo pochi mesi a causa di un litigio col proprietario. Giurò di non perdere mai più un altro lavoro. Decenni dopo, il ristorante Regas installò un grande poster autografato di Thomas all'interno del loro ingresso, rimasto fino alla chiusura dell'attività nel 2010. A 15 anni si trasferì con suo padre e lavorò al ristorante Hobby House a Fort Wayne, nell'Indiana. Quando suo padre si preparò a trasferirsi di nuovo, Thomas decise di rimanere a Fort Wayne, abbandonando la scuola superiore per lavorare a tempo pieno al ristorante. Thomas, che considerò terminare la scuola il più grande errore della sua vita, non si diplomò fino al 1993 grazie ad un corso chiamato GED.
Successivamente diventò un sostenitore dell'istruzione e fondò il Dave Thomas Education Center a Coconut Creek, in Florida, che offre lezioni GED ai giovani adulti.

## Carriera

### Esercito statunitense
Allo scoppio della guerra di Corea nel 1950, invece di aspettare la leva, si offrì volontario per l'esercito statunitense all'età di 18 anni per avere qualche scelta negli incarichi. Avendo esperienza nella produzione e nel servizio alimentare, Thomas ha richiesto la Cook's and Baker's School a Fort Benning, in Georgia. Fu inviato nella Germania occidentale come sergente della mensa e fu responsabile dei pasti giornalieri di 2.000 soldati, raggiungendo il grado di sergente maggiore. Dopo il suo congedo nel 1953, Thomas tornò a Fort Wayne.

### Nel fast food

#### Kentucky Fried Chicken
Tornato negli USA, inizia a collaborare con la catena KFC e viene mandato in diverse sedi della catena nota per il pollo fritto. Ha varie idee per rendere KFC più redditizio: la riduzione del numero di voci nel menu e concentrarsi invece su un piatto d'autore. Ha proposto anche di realizzare spot pubblicitari. A metà degli anni '60 fu mandato dalla proprietà, la famiglia Clauss, per aiutare a risanare quattro dei loro negozi KFC in fallimento a Columbus, Ohio. Nel 1968, Thomas aveva aumentato così tanto le vendite nei quattro ristoranti di pollo fritto che vendette la sua quota per più di 1,5 milioni di dollari. Questa esperienza si sarebbe rivelata preziosa per Thomas quando aprì Wendy's circa un anno dopo.

#### Arthur Treacher
Dopo aver ricoperto il ruolo di direttore regionale per Kentucky Fried Chicken, Thomas entrò a far parte del gruppo di investitori che fondò Arthur Treacher's. Il suo coinvolgimento con il nuovo ristorante durò meno di un anno.

#### Wendy's
Thomas aprì il suo primo Wendy's a Columbus, Ohio, il 15 novembre 1969. Questo ristorante originale rimase operativo fino al 2 marzo 2007, quando fu chiuso a causa del rallentamento delle vendite. Thomas chiamò il ristorante in onore della figlia Melinda Lou di otto anni, il cui soprannome era "Wendy", derivante dall'incapacità della bambina di pronunciare il proprio nome in giovane età. Secondo Bio TV, Dave affermò che la gente soprannominava sua figlia "Wenda. Non Wendy, ma Wenda. Lo chiamerò Wendy's Old Fashioned Hamburgers". In seguito Thomas ebbe a dire di essersi pentito di aver usato il nome di sua figlia perché creva troppa pressione su di lei.
Il fast food ebbe successo.
Nel 1982, Thomas si dimise dalle sue operazioni quotidiane presso Wendy's. Tuttavia, nel 1985, diverse decisioni aziendali dell'azienda, tra cui un nuovo menu per la colazione definito "imbarazzante" e la perdita di consapevolezza del marchio a causa di sforzi di marketing falliti, portarono il nuovo presidente dell'azienda a sollecitare Thomas a tornare in un ruolo più attivo. Thomas iniziò allora a visitare i franchising e a sposare il suo duro lavoro, il cosiddetto "atteggiamento da mocio". Nel 1989 assunse  un ruolo significativo come portavoce televisivo in una serie di spot pubblicitari per il marchio. Thomas non era un attore naturale e inizialmente le sue interpretazioni furono criticate come rigide e inefficaci dai critici pubblicitari.
Nel 1990, dopo gli sforzi dell'agenzia pubblicitaria di Wendy's, Backer Spielvolgel Bates, per inserire umorismo nella campagna, fu presa la decisione di ritrarre Thomas in un modo più autoironico e popolare. Cosa che si rivelò molto più efficace. La consapevolezza del marchio da parte dei consumatori di Wendy's alla fine riacquistò livelli che non aveva raggiunto dalla popolarissima campagna "Where's the beef?" dell'ottuagenaria Clara Peller del 1984.
Con il suo stile naturale schivo e i suoi modi rilassati, Thomas diventò rapidamente un nome familiare. Un sondaggio aziendale condotto negli anni '90, un decennio durante il quale Thomas comparve in ogni spot pubblicitario di Wendy's andato in onda, rilevò che il 90% degli americani sapeva chi era Thomas. Dopo più di 800 spot pubblicitari, fu chiaro che Thomas aveva svolto un ruolo importante nello status di Wendy's come il terzo ristorante di hamburger più popolare negli Stati Uniti.

### Morte
Morì nel gennaio 2002, a 69 anni, nella sua casa di Fort Lauderdale, in Florida. Aveva un tumore.. Thomas fu sepolto nell'Union Cemetery di Columbus, Ohio. Al momento della morte, c'erano più di 6.000 ristoranti Wendy's che operavano in Nord America.

## Vita privata
Sposato per 47 anni con Lorraine Thomas, cattolico, ebbe quattro figlie (Melinda, Pam, Molly, Lori) e un figlio, Kenny. Dopo la morte di Kenny nel 2013, le sue sorelle continuarono a possedere e gestire diverse sedi di Wendy's. Thomas fondò la catena Sisters Chicken and Biscuits nel 1978, chiamata così in riferimento alle figlie.
Fu un personaggio di spicco nel mondo dell'adozione. Il presidente George Bush lo ha nominato portavoce nazionali per le questioni relative all'adozione dei bambini, Clinton lo ha ringraziato per il ruolo esercitato nel settore quando nel 1996 ha firmato un disegno di legge con cui venivano riconosciuti bonus fiscali alle famiglie che adottavano bambini.